# Mãe Cidália de Irocô
Cidália Soledade, mais conhecida como Ebomi Cidália de Irocô (? – Salvador, 20 de março de 2012),[carece de fontes?] foi uma líder religiosa brasileira. Candomblecista, foi ebomi consagrada aos sete anos por Mãe Menininha do Gantois ao orixá Irocô, o orixá que habita a gameleira. Entretanto, fazia parte do Terreiro da Casa Branca.
Ebomi Cidália ocupava o cargo de Abá Njena do Ase Iyamase no Terreiro do Gantois, e era considerada uma Enciclopédia do Candomblé título dado a um livro sobre sua biografia Ebomi Cidália: a enciclopédia do candomblé — 80 anos, de Cleidiana Ramos e Jaime Sodré. Este último foi quem a apelidou de "Enciclopédia do Candomblé".
A causa da sua morte foram complicações renais, em março de 2012, quando estava no Hospital Naval de Salvador e tinha aos 82 anos. Está sepultada no cemitério Jardim da Saudade, em Salvador.
Foi homenageada no programa de rádio Tambores da Liberdade, da Rádio Educadora FM, em 10 de abril de 2014.